# Sverri Nielsen
Sverri Sandberg Nielsen (14 de octubre de 1993) es un deportista danés que compite en remo.
Ganó una medalla de plata en el Campeonato Mundial de Remo de 2019 y dos medallas en el Campeonato Europeo de Remo, en los años 2020 y 2021.
Participó en los Juegos Olímpicos de Tokio 2020, ocupando el cuarto lugar en la prueba de scull individual.

## Palmarés internacional
| Campeonato Mundial | Campeonato Mundial   | Campeonato Mundial | Campeonato Mundial |
| Año                | Lugar                | Medalla            | Prueba             |
| ------------------ | -------------------- | ------------------ | ------------------ |
| 2019               | Ottensheim (Austria) | Medalla de plata   | Scull individual   |
| Campeonato Europeo |                      |                    |                    |
| Año                | Lugar                | Medalla            | Prueba             |
| 2020               | Poznań (Polonia)     | Medalla de oro     | Scull individual   |
| 2021               | Varese (Italia)      | Medalla de plata   | Scull individual   |